# Munkaügyek
A Munkaügyek – IrReality Show 2012 és 2017 között vetített magyar szitkom, amelyet Márton István rendezett. A fikítv Fővárosi Munkaügyi és Munkavédelmi Felügyelet életét mutatja be. Író–alkotói Litkai Gergely, Kovács András Péter és Hadházi László, producere Kálomista Gábor, a főszereplők pedig Molnár Piroska, Mucsi Zoltán, Murányi Tünde, Elek Ferenc, Tamási Zoltán, Fodor Annamária, Kovács Lehel, Lengyel Tamás, Gáspár Tibor, Mogács Dániel, Dankó István, Szalontay Tünde, Kiss Diána Magdolna és Rétfalvi Tamás.
A sorozatot az M1 mutatta be 2012. március 18-án. A 4. évadtól átkerült a Dunára.

## Ismertető
A hivatal több összevonáson esett át, így a hivatal neve is változott:
- Fővárosi Munkaügyi és Munkavédelmi Felügyelet (1.-18.rész)
- Nemzeti Munkaügyi, Munka- és Űrbiztonsági Hivatal
- Fővárosi Munkaügyi, Munka- és Űrbiztonsági Hivatal
- Fővárosi Kerületek Összevont Közigazgatási Hivatalának Munkaügyi és Munkavédelmi Szakigazgatási Szerve
- Nemzeti Munkarendészeti Ügynökség és Központ

## Szereplők

### Főszereplők
| Név                        | Színész             | Epizód          | Leírás                                                                |
| -------------------------- | ------------------- | --------------- | --------------------------------------------------------------------- |
| Sipekiné Szilvássy Elvira  | Molnár Piroska      | 1–152           | igazgató, főosztályvezető majd osztályvezető, aztán érdemi ügyintéző  |
| Tóth János                 | Mucsi Zoltán        | 1–152           | főosztályvezető, majd helyettes osztályvezető                         |
| Szabó Fruzsina Katalin     | Murányi Tünde       | 1–80            | a HR-es                                                               |
| Szentmihályi Kovács Albert | Elek Ferenc         | 1–152           | érdemi ügyintéző                                                      |
| Mészáros Imre              | Tamási Zoltán       | 1–152           | biztonsági őr                                                         |
| Ambrus Tímea               | Fodor Annamária     | 1–152           | recepciós, ügyvitelt segítő munkatárs                                 |
| Megyeri Károly             | Kovács Lehel        | 1–152           | érdemi ügyintéző, majd igazgatóhelyettes                              |
| Tóvári Tamás               | Lengyel Tamás       | 3–9, 18–60, 152 | tanácsadó, majd minisztériumi biztos                                  |
| Folyami Ervin              | Gáspár Tibor        | 12–17, 34,152   | főosztályvezető, majd államtitkár                                     |
| Kazimír Róbert             | Mogács Dániel       | 19–152          | űrbiztonsági főosztályvezető, majd igazgatóhelyettes                  |
| Halmágyi Iván Ond          | Dankó István        | 61–152          | igazgató                                                              |
| Siteriné Szávuy Erzsébet   | Szalontay Tünde     | 81–105          | kölcsönzött munkaerő, HR-es                                           |
| Szabolcs Krisztina         | Kiss Diána Magdolna | 105–152         | HR-es                                                                 |
| Dr. Szávai Botond          | Rétfalvi Tamás      | 106–152         | jogtanácsos, majd a mérésügy igazgatója, aztán kommunikációs igazgató |

### Mellékszereplők
| Név                    | Színész         | Leírás                                                                  |
| ---------------------- | --------------- | ----------------------------------------------------------------------- |
| Pék Levente            | Gazsó György    | rendszergazda, informatikus                                             |
| Báró                   | Csuja Imre      | büfés                                                                   |
| Veszeli Frigyes        | Ilyés Róbert    |                                                                         |
| Erzsike                | Igó Éva         | Elvira minisztériumban dolgozó barátnője                                |
|                        | Szatmári Attila | rendőr                                                                  |
|                        | Janik László    | rendőr                                                                  |
| Szávai                 | Márton András   | államtitkár                                                             |
| Sárvári-Pinczés László | Kardos Róbert   | kormánymegbízott, NEMÜK-ért felelős tárca nélküli helyettes-államtitkár |

## Epizódok
| Évad | Évad | Részek száma | Részek száma | Eredeti sugárzás     | Eredeti sugárzás   | Eredeti adó |
| Évad | Évad | Részek száma | Részek száma | Évadbemutató         | Évadzáró           | Eredeti adó |
| ---- | ---- | ------------ | ------------ | -------------------- | ------------------ | ----------- |
|      | 1.   | 32           | 32           | 2012. március 18.    | 2012. november 15. | M1          |
|      | 2.   | 24           | 24           | 2012. november 22.   | 2013. június 6.    | M1          |
|      | 3.   | 24           | 24           | 2013. október 3.     | 2014. június 5.    | M1          |
|      | 4.   | 24           | 12           | 2014. október 2.     | 2014. december 30. | M1          |
|      | 4.   | 24           | 12           | 2015. március 19.    | 2015. június 4.    | Duna        |
|      | 5.   | 24           | 24           | 2015. szeptember 23. | 2016. március 30.  | Duna        |
|      | 6.   | 24           | 24           | 2016. szeptember 29. | 2017. március 2.   | Duna        |

## A sorozat készítése
A sorozat három alkotója Litkai Gergely, Kovács András Péter és Hadházi László, a Dumaszínház művészei. A hármas már a sorozat készítése előtt is együtt dolgozott például A Föld 99 legkevésbé ismert csodája című könyvön vagy a Rádiókabaréban. A műsor első nyolc epizódjának elkészítésével kapcsolatban 2010-ben keresték meg őket először, azzal a kikötéssel, hogy legyen vicces, kevés szereplővel, többnyire egy helyszínen. A kritériumokból kiindulva találták ki a helyszínt – a munkaügyi felügyelőséget – majd megtöltötték szereplőkkel. A forgatás helyszínéül a Sanoma Media Budapest Zrt. (ma Central Médiacsoport Zrt.) III. kerületi, Montevideó utca 9. alatti székházát jelölték ki. A 2010-ben leforgatott nyolc részhez 2011 őszére újabb huszonnégy félórás epizód készült el, melyek egy része kronologikusan a korábban leforgatott epizódok elé került. A munkamódszerükről Hadházi úgy nyilatkozott, hogy míg Kovács önállóan, ő és Litkai közösen írják a jeleneteiket. Kovács az így összesen 32 részes évad 22 részének megírásában vett részt.
Miután az MTVA berendelte a sorozat második évadának első tizenkét részét, 2012 július–augusztusában folytatódott a forgatás. Az évad első fele részenként 9 millió forintba, összesen 108 millióba került. Az évadhoz 2013 tavaszára további tizenkét rész készült, így összesen huszonnégy részesre bővült. Az MTVA a MIPTV médiapiacon is megkísérli értékesíteni a sorozatot, melyhez angol feliratos előzetest is készítettek „Work Matters” (magyarul: munkaügyek vagy a munka számít) címen. A harmadik évadot 2013 májusában, a negyediket 2014 áprilisában, az ötödiket 2015 áprilisában rendelték be, ismét nyári forgatással.

## Sugárzás
Az első évadot 2012. március 18-ától kezdte sugározni az m1 vasárnap esténként, a Magyarország, szeretlek! felvezetésével két-két résszel. A sugárzást a 2012-es labdarúgó-Európa-bajnokság miatt a huszadik rész után június 3-tól július 8-ig szüneteltették, amikor és július 15-én újabb két-két résszel jelentkezett. Július 22-én a sávjában a Sherlock epizódja kerül adásba, utána pedig a 2012. évi nyári olimpiai játékok miatt szünetelt a sorozat.
Az olimpiai játékok után, augusztus 13-tól hétköznap esténként két-két résszel ismét adásba kerül az első 24 epizód. Az évadból hátralévő nyolc részt szeptember 20-tól november 15-ig, csütörtökönként egy résszel sugározták. A második évad első négy epizódját folytatólagosan, november 22-től december 13-ig sugározták. December 20-án az első évad 23. részét, a karácsonyi epizódot tűzték műsorra, majd a sorozat 2013. január 10-ig téli szünetre vonult. Az évad további részeit június 6-ig mutatták be. A harmadik évadot ebben a csütörtöki sávban, 2013. október 3-án kezdték sugározni, majd december 19. és 2014. március 6. között hosszabb téli szünetet tartottak. Május első felében a munka ünnepe és a 2014-es Eurovíziós Dalfesztivál miatt rövid ideig ismét szünetelt a sorozat, míg az évad 22. részét május 24-én, szombaton sugározzák, mert csütörtöki sávját elfoglalta a debreceni Magyarország–Dánia barátságos labdarúgó-mérkőzés közvetítése.
A negyedik évadot 2014. október 2-ától ismét csütörtökönként tűzték műsorra. December 11-én a 2014-es női kézilabda-Európa-bajnokság miatt nem volt új rész. Az évad 11. és 12. epizódjait az ünnepi műsorstruktúrára tekintettel december 23-án és 30-án kedden mutatták be. A 13. résztől, a közmédia 2015. március 15-i ismételt átstrukturálása és az M1 hírcsatornává válása miatt az új részeket a Duna mutatta be március 19-től kezdve. A május 21-i részt a 2015-ös Eurovíziós Dalfesztivál miatt 23:05-kor sugározták. Az évad június 4-én ért véget.
A sorozat epizódjait a Duna sugározta 2020. 05. 07-től csütörtök esténként 20:05-kor.

## Fogadtatása

### Kritikai fogadtatás
A műsor indulását pozitív kritikai visszhang jellemezte. A kritikusok a nyilvánvaló A hivatal, az Office és Városfejlesztési osztály párhuzamok mellett is dicsérték ötletességét, humorát, szereplőgárdáját – különösen Molnár Piroskát és Mucsi Zoltánt. A sorozatot az akkori magyar televíziós felhozatalból kiemelkedőnek ítélték. Az Origo kritikusa a második két rész forgatókönyvét már gyengébbnek érezte, kevesebb humorral, de több szatírával, ám a színészek teljesítményét továbbra is magasnak tartotta. A Magyar Narancs tizedik rész után megjelent cikkében a kritikus szintén a – többi magyar televíziós sorozattal szemben – életszerű karaktereket és a színészgárdát dicsérte, s hogy a sorozat „helyenként mulatságos”, szintén ezekből vezette le. Negatív kritikával illette viszont az írókat, jelenetfelépítésüket, és hogy a Munkaügyek „legrosszabb pillanataiban – a magyar blődli és kabaréhumor [kínos] hagyományát viszi tovább.” Kálomista Gábor, a sorozat producere 2012 augusztusában a második évad forgatásáról beszélve leszögezte, hogy másik sorozatával, a Hacktionnel szemben „[e]zt senki sem támadta”, míg az Office-szal való összehasonlításra így reagált: „Azért, mert egy irodában játszódik, ez nem az Office. Aki ismeri Litkai Gergelyt, Kovács András Pétert és Hadházi Lászlót, az tudja, hogy nem kifejezetten az angol humort művelik.” Szintén augusztusban a zaol.hu így írt kritikájában: „Az aprópénzből leforgatott Munkaügyek tökéletesen eltalált görbe tükröt tart a néző elé a bürokráciáról, ráadásul a remek paródia mellett olykor egy kis metsző szatírát is kapunk a készítőktől. Egy-két erőltetett, sutább poén és túlírt, vagy esetlen jelenet olykor kissé rontja az élvezeti értéket, de a fenomenális karakterek, illetve az azokat életre keltő fantasztikus színészek rögtön kárpótolnak a gyengébb pillanatokért.” Az első évad őszi visszatérését bejelentő cikkében az SG.hu „a legviccesebb magyar sorozat”-nak titulálta. Szintén ekkor jelent meg a Népszabadság dicsérő kritikája, mely kiemelte a sorozat humorát, és így zárta mondandóját: „Tökéletes összkép. A jó folytatás reményében gratulálhatunk remek humoristáinknak, […] a forgatókönyvért, Márton Istvánnak a rendezésért, a színészeknek pedig – az élményért.”
A Filmvilág filmművészeti szakfolyóirat 2012/05-ös számába Huber Zoltán írt kritikát. A kritika üdvözölte a témaválasztást, a magyar kabaréhumor átültetését és a színészgárdát: „»IrReality Show« – hirdeti magáról nagyon találóan az új sorozat, hiszen aki ma valóban tükröt kíván tartani az embert egyszerű ügyfélszámmá degradáló, önmaga vélt fontosságát arroganciával biztosító, ronda vízfejű szörnyeteg elé, az csak az irrealitásban, a szándékosan eltúlzott karikírozásban bízhat. Bár az első felületes pillantásra a Munkaügyek ügyetlen és olcsó Office-utánérzésnek tűnhet, a helyzet korántsem tragikus. Bár az alkotók a külcsínt és hangvételt illetően valóban merítenek a legendás brit-amerikai eredetiből, elsősorban mégis a hazai kabaréhumort próbálják a tipikusan honi irodai abszurddal ötvözni, többnyire sikerrel. Mivel a forgatókönyvet nem profi sorozatírók, hanem a már említett humoristák jegyzik, az epizódokon átívelő történet tulajdonképpen zárójelezhető is: a műsor erejét leginkább az alaptémából kibontott szóviccek, riposztok, bohóckodások, illetve a találóan elrajzolt irodai portrék jelentik.”

### Nézettség
A műsor nézettsége a csatornaátlag alatt indult, a sorozatot felvezető hét-nyolcszázezres nézettségű Magyarország, szeretlek! nézőinek töredékét tartotta meg. A 23. rész ismétlését 2012. december 20-án 210 ezren (5,1% SHR), a 18–49-es célcsoportban 64 ezren (3,7% SHR) nézték meg. A második évad a csütörtöki műsorsávba került.
| Évad | Idősáv                                                                      | Adó  | Ep. száma | Premier              | Premier  | Premier | Finálé             | Finálé   | Finálé | Teljes lakosság (4+) | Teljes lakosság (4+) | Célcsoport (18–49) | Célcsoport (18–49) |
| Évad | Idősáv                                                                      | Adó  | Ep. száma | Dátum                | AMR      | SHR     | Dátum              | AMR      | SHR    | AMR                  | SHR                  | AMR                | SHR                |
| ---- | --------------------------------------------------------------------------- | ---- | --------- | -------------------- | -------- | ------- | ------------------ | -------- | ------ | -------------------- | -------------------- | ------------------ | ------------------ |
| 1.   | vasárnap 21:30/22:00 (márc. 18. – júl. 15.) csütörtök 22:00 (szept. 20-tól) | M1   | 32        | 2012. március 18.    | 187 ezer | 4,6%    | 2012. november 15. | 172 ezer | 4,4%   | 176 ezer             | 4,3%                 | 59 ezer            | 3,3%               |
| 2.   | csütörtök 21:30                                                             | M1   | 24        | 2012. november 22.   | 187 ezer | 4,7%    | 2013. június 6.    | 217 ezer | 5,4%   | 194 ezer             | 4,8%                 | 76 ezer            | 4,3%               |
| 3.   | csütörtök 21:30                                                             | M1   | 24        | 2013. október 3.     | 155 ezer | 3,5%    | 2014. június 5.    | 105 ezer | 2,9%   | 152 ezer             | 3,7%                 | 55 ezer            | 3,2%               |
| 4.   | csütörtök 21:30                                                             | M1   | 12        | 2014. október 2.     | 148 ezer | 3,9%    | 2014. december 30. | 205 ezer | 5,2%   | 162 ezer             | 4,2%                 | 57 ezer            | 3,5%               |
| 4.   | csütörtök 21:30                                                             | Duna | 12        | 2015. március 19.    | 88 ezer  | 2,5%    | 2015. június 4.    | 87 ezer  | 2,2%   | 123 ezer             | 3,3%                 | 45 ezer            | 3,0%               |
| 5.   | szerda 21:15                                                                | Duna | 24        | 2015. szeptember 23. | 2,2%     | N/A     | N/A                | N/A      | N/A    | N/A                  | N/A                  | N/A                | N/A                |

| Ep. | Dátum                | Teljes lakosság (4+) | Teljes lakosság (4+) | Célközönség (18–49) | Célközönség (18–49) | Ref.   |
| Ep. | Dátum                | AMR                  | SHR                  | AMR                 | SHR                 | Ref.   |
| --- | -------------------- | -------------------- | -------------------- | ------------------- | ------------------- | ------ |
| 0.  | 2012. március 11.    | 198 ezer             | 4,6%                 | 46 ezer             | 2,3%                | [ 17 ] |
| 1.  | 2012. március 18.    | 187 ezer             | 4,4%                 | 62 ezer             | 3,2%                | [ 18 ] |
| 2.  | 2012. március 18.    | 108 ezer             | 3,1%                 | 38 ezer             | 2,3%                | [ 18 ] |
| 3.  | 2012. március 25.    | 250 ezer             | 5,2%                 | 75 ezer             | 3,6%                | [ 19 ] |
| 4.  | 2012. március 25.    | 149 ezer             | 3,7%                 | 74 ezer             | 4%                  | [ 19 ] |
| 5.  | 2012. április 1.     | 217 ezer             | 4,6%                 | 76 ezer             | 3,6%                | [ 20 ] |
| 6.  | 2012. április 1.     | 134 ezer             | 3,4%                 | 66 ezer             | 3,6%                | [ 20 ] |
| 7.  | 2012. április 15.    | 198 ezer             | 4,1%                 | 56 ezer             | 2,7%                | [ 21 ] |
| 8.  | 2012. április 15.    | 135 ezer             | 3,2%                 | 45 ezer             | 2,3%                | [ 21 ] |
| 9.  | 2012. április 22.    | 235 ezer             | 5,2%                 | 69 ezer             | 3,4%                | [ 22 ] |
| 10. | 2012. április 22.    | 157 ezer             | 4,3%                 | 70 ezer             | 4,1%                | [ 22 ] |
| 11. | 2012. április 29.    | 210 ezer             | 4,7%                 | 60 ezer             | 3,3%                | [ 23 ] |
| 12. | 2012. április 29.    | 141 ezer             | 3,6%                 | 55 ezer             | 3,2%                | [ 23 ] |
| 13. | 2012. május 6.       | 200 ezer             | 4,2%                 | 62 ezer             | 3%                  | [ 24 ] |
| 14. | 2012. május 6.       | 109 ezer             | 2,6%                 | 54 ezer             | 2,8%                | [ 24 ] |
| 15. | 2012. május 13.      | 223 ezer             | 4,7%                 | 67 ezer             | 3,2%                | [ 25 ] |
| 16. | 2012. május 13.      | 167 ezer             | 4,1%                 | 80 ezer             | 4,2%                | [ 25 ] |
| 17. | 2012. május 20.      | 254 ezer             | 5,5%                 | 46 ezer             | 2,3%                | [ 26 ] |
| 18. | 2012. május 20.      | 129 ezer             | 3,2%                 | 41 ezer             | 2,3%                | [ 26 ] |
| 19. | 2012. június 3.      | 260 ezer             | 5,7%                 | 53 ezer             | 2,7%                | [ 27 ] |
| 20. | 2012. június 3.      | 178 ezer             | 4,3%                 | 55 ezer             | 2,9%                | [ 27 ] |
| 21. | 2012. július 8.      | 190 ezer             | 5,3%                 | 58 ezer             | 3,6%                | [ 28 ] |
| 22. | 2012. július 8.      | 114 ezer             | 4%                   | 51 ezer             | 3,8%                | [ 28 ] |
| 23. | 2012. július 15.     | 132 ezer             | 4,3%                 | 53 ezer             | 3,7%                | [ 29 ] |
| 24. | 2012. július 15.     | 80 ezer              | 3,2%                 | 38 ezer             | 3,2%                | [ 29 ] |
| 25. | 2012. szeptember 20. | 159 ezer             | 4%                   | 50 ezer             | 2,9%                | [ 30 ] |
| 26. | 2012. szeptember 27. | 201 ezer             | 5,5%                 | 58 ezer             | 3,6%                | [ 31 ] |
| 27. | 2012. október 4.     | 189 ezer             | 4,8%                 | 68 ezer             | 3,9                 | [ 32 ] |
| 28. | 2012. október 11.    | 223 ezer             | 5,7%                 | 67 ezer             | 4%                  | [ 33 ] |
| 29. | 2012. október 18.    | 174 ezer             | 4,3%                 | 63 ezer             | 3,7%                | [ 34 ] |
| 30. | 2012. október 25.    | 192 ezer             | 4,7%                 | 54 ezer             | 3,1%                | [ 35 ] |
| 31. | 2012. november 8.    | 165 ezer             | 4,1%                 | 54 ezer             | 3,1%                | [ 36 ] |
| 32. | 2012. november 15.   | 172 ezer             | 4,4%                 | 54 ezer             | 3,2%                | [ 37 ] |

| Ep. | Dátum              | Teljes lakosság (4+) | Teljes lakosság (4+) | Célközönség (18–49) | Célközönség (18–49) | Ref.   |
| Ep. | Dátum              | AMR                  | SHR                  | AMR                 | SHR                 | Ref.   |
| --- | ------------------ | -------------------- | -------------------- | ------------------- | ------------------- | ------ |
| 1.  | 2012. november 22. | 187 ezer             | 4,7%                 | 69 ezer             | 4,1%                | [ 38 ] |
| 2.  | 2012. november 29. | 195 ezer             | ?                    | 65 ezer             | 3,5%                | [ 39 ] |
| 3.  | 2012. december 6.  | 152 ezer             | 3,7%                 | 47 ezer             | 2,7%                | [ 40 ] |
| 4.  | 2012. december 13. | 185 ezer             | 4,4%                 | 59 ezer             | 3,3%                | [ 41 ] |
| 5.  | 2013. január 10.   | 235 ezer             | 6,1%                 | 116 ezer            | 7%                  | [ 42 ] |
| 6.  | 2013. január 17.   | 182 ezer             | 4,4%                 | 68 ezer             | 3,7%                | [ 43 ] |
| 7.  | 2013. január 24.   | 181 ezer             | 4,7%                 | 58 ezer             | 3,4%                | [ 44 ] |
| 8.  | 2013. január 31.   | 195 ezer             | 4,7%                 | 79 ezer             | 4,5%                | [ 45 ] |
| 9.  | 2013. február 7.   | 150 ezer             | 4,1%                 | 50 ezer             | 3,1%                | [ 46 ] |
| 10. | 2013. február 14.  | 160 ezer             | 3,9%                 | 54 ezer             | 3,1%                | [ 47 ] |
| 11. | 2013. február 21.  | 162 ezer             | 4,3%                 | 74 ezer             | 4,3%                | [ 48 ] |
| 12. | 2013. február 28.  | 232 ezer             | 5,7%                 | 114 ezer            | 6,4%                | [ 49 ] |
| 13. | 2013. március 7.   | 186 ezer             | 5%                   | 113 ezer            | 7,1%                | [ 50 ] |
| 14. | 2013. március 14.  | 220 ezer             | 5,6%                 | 70 ezer             | 4,1%                | [ 51 ] |
| 15. | 2013. március 21.  | 189 ezer             | 5,6%                 | 66 ezer             | 3,5%                | [ 52 ] |
| 16. | 2013. március 28.  | 162 ezer             | 3,9%                 | 90 ezer             | 5,1%                | [ 53 ] |
| 17. | 2013. április 11.  | 183 ezer             | 4,3%                 | 64 ezer             | 3,4%                | [ 54 ] |
| 18. | 2013. április 18.  | 208 ezer             | 4,7%                 | 78 ezer             | 4,4%                | [ 55 ] |
| 19. | 2013. április 25.  | 190 ezer             | 4,6%                 | 70 ezer             | 3,9%                | [ 56 ] |
| 20. | 2013. május 2.     | 193 ezer             | 4,6%                 | 70 ezer             | 3,9%                | [ 57 ] |
| 21. | 2013. május 9.     | 205 ezer             | 4,8%                 | 103 ezer            | 5,5%                | [ 58 ] |
| 22. | 2013. május 23.    | 241 ezer             | 5,7%                 | 93 ezer             | 5%                  | [ 59 ] |
| 23. | 2013. május 30.    | 239 ezer             | 5,4%                 | 94 ezer             | 4,8%                | [ 60 ] |
| 24. | 2013. június 6.    | 217 ezer             | 5,4%                 | 65 ezer             | 3,6%                | [ 61 ] |

| Ep. | Dátum              | Teljes lakosság (4+) | Teljes lakosság (4+) | Célközönség (18–49) | Célközönség (18–49) | Ref.   |
| Ep. | Dátum              | AMR                  | SHR                  | AMR                 | SHR                 | Ref.   |
| --- | ------------------ | -------------------- | -------------------- | ------------------- | ------------------- | ------ |
| 1.  | 2013. október 3.   | 155 ezer             | 3,5%                 | 57 ezer             | 3,2%                | [ 62 ] |
| 2.  | 2013. október 10.  | 130 ezer             | 3,3%                 | 45 ezer             | 2,7%                | [ 63 ] |
| 3.  | 2013. október 17.  | 202 ezer             | 4,6%                 | 80 ezer             | 4,3%                | [ 64 ] |
| 4.  | 2013. október 24.  | 128 ezer             | 3,3%                 | 49 ezer             | 2,9%                | [ 65 ] |
| 5.  | 2013. október 31.  | 186 ezer             | 4,5%                 | 77 ezer             | 4,4%                | [ 66 ] |
| 6.  | 2013. november 7.  | 168 ezer             | 4,7%                 | 57 ezer             | 3,7%                | [ 67 ] |
| 7.  | 2013. november 14. | 148 ezer             | 3,6%                 | 48 ezer             | 2,9%                | [ 68 ] |
| 8.  | 2013. november 21. | 149 ezer             | 4%                   | 63 ezer             | 4%                  | [ 69 ] |
| 9.  | 2013. november 28. | 159 ezer             | 3,8%                 | 71 ezer             | 4%                  | [ 70 ] |
| 10. | 2013. december 5.  | 133 ezer             | 3,6%                 | 44 ezer             | 2,2%                | [ 71 ] |
| 11. | 2013. december 12. | 139 ezer             | 3,4%                 | 36 ezer             | 2,1%                | [ 72 ] |
| 12. | 2013. december 19. | 181 ezer             | 4,5%                 | 48 ezer             | 2,8%                | [ 73 ] |
| 13. | 2014. március 6.   | ?                    | ?                    | ?                   | ?                   |        |
| 14. | 2014. március 13.  | 172 ezer             | 4,5%                 | 76 ezer             | 4,8%                | [ 74 ] |
| 15. | 2014. március 20.  | 168 ezer             | 3,9%                 | 58 ezer             | 3,3%                | [ 75 ] |
| 16. | 2014. március 27.  | 123 ezer             | 3,1%                 | 52 ezer             | 3%                  | [ 76 ] |
| 17. | 2014. április 3.   | 190 ezer             | 4,2%                 | 60 ezer             | 3,3%                | [ 77 ] |
| 18. | 2014. április 10.  | 128 ezer             | 3,1%                 | 50 ezer             | 2,9%                | [ 78 ] |
| 19. | 2014. április 17.  | 174 ezer             | 3,8%                 | 52 ezer             | 2,9%                | [ 79 ] |
| 20. | 2014. április 24.  | 180 ezer             | 4,5%                 | 69 ezer             | 4,1%                | [ 80 ] |
| 21. | 2014. május 15.    | 152 ezer             | 3,5%                 | 40 ezer             | 2,3%                | [ 81 ] |
| 22. | 2014. május 24.    | 102 ezer             | 2,5%                 | 30 ezer             | 1,8%                | [ 82 ] |
| 23. | 2014. május 29.    | 128 ezer             | 3%                   | 39 ezer             | 2,3%                | [ 83 ] |
| 24. | 2014. június 5.    | 105 ezer             | 2,9%                 | 55 ezer             | 3,7%                | [ 84 ] |

| Ep.  | Dátum              | Teljes lakosság (4+) | Teljes lakosság (4+) | Célközönség (18–49) | Célközönség (18–49) | Ref.    |
| Ep.  | Dátum              | AMR                  | SHR                  | AMR                 | SHR                 | Ref.    |
| M1   | M1                 | M1                   | M1                   | M1                  | M1                  | M1      |
| ---- | ------------------ | -------------------- | -------------------- | ------------------- | ------------------- | ------- |
| 1.   | 2014. október 2.   | 148 ezer             | 3,9%                 | 46 ezer             | 2,9%                | [ 85 ]  |
| 2.   | 2014. október 9.   | 210 ezer             | 5,2%                 | 74 ezer             | 4,4%                | [ 86 ]  |
| 3.   | 2014. október 16.  | 133 ezer             | 3,6%                 | 57 ezer             | 3,6%                | [ 87 ]  |
| 4.   | 2014. október 30.  | 142 ezer             | 3,8%                 | 58 ezer             | 3,8%                | [ 88 ]  |
| 5.   | 2014. november 6.  | 158 ezer             | 3,9%                 | 38 ezer             | 2,4%                | [ 89 ]  |
| 6.   | 2014. november 13. | 165 ezer             | 4,6%                 | 46 ezer             | 3%                  | [ 90 ]  |
| 7.   | 2014. november 20. | 178 ezer             | 4,3%                 | 81 ezer             | 4,8%                | [ 91 ]  |
| 8.   | 2014. november 27. | 153 ezer             | 4,2%                 | 64 ezer             | 4,3%                | [ 92 ]  |
| 9.   | 2014. december 4.  | 199 ezer             | 4,9%                 | 100 ezer            | 5,9%                | [ 93 ]  |
| 10.  | 2014. december 18. | 200 ezer             | 4,9%                 | 59 ezer             | 3,7%                | [ 94 ]  |
| 11.  | 2014. december 23. | 53 ezer              | 1,7%                 | 11 ezer             | 0,8%                | [ 95 ]  |
| 12.  | 2014. december 30. | 205 ezer             | 5,2%                 | 51 ezer             | 3%                  | [ 96 ]  |
| Duna |                    |                      |                      |                     |                     |         |
| 13.  | 2015. március 19.  | 88 ezer              | 2,5%                 | 33 ezer             | 2,3%                | [ 97 ]  |
| 14.  | 2015. március 26.  | 118 ezer             | 3%                   | 38 ezer             | 2,4%                | [ 98 ]  |
| 15.  | 2015. április 2.   | 113 ezer             | 2,9%                 | 50 ezer             | 2,9%                | [ 99 ]  |
| 16.  | 2015. április 9.   | 152 ezer             | 3,6%                 | 67 ezer             | 3,9%                | [ 100 ] |
| 17.  | 2015. április 16.  | 148 ezer             | 3,7%                 | 39 ezer             | 2,4%                | [ 101 ] |
| 18.  | 2015. április 23.  | 143 ezer             | 3,5%                 | 54 ezer             | 3,3%                | [ 102 ] |
| 19.  | 2015. április 30.  | 108 ezer             | 2,8%                 | 30 ezer             | 2%                  | [ 103 ] |
| 20.  | 2015. május 7.     | 183 ezer             | 4,5%                 | 66 ezer             | 4%                  | [ 104 ] |
| 21.  | 2015. május 14.    | 123 ezer             | 3,3%                 | 46 ezer             | 3%                  | [ 105 ] |
| 22.  | 2015. május 21.    | 87 ezer              | 4%                   | 46 ezer             | 4,5%                | [ 106 ] |
| 23.  | 2015. május 28.    | 126 ezer             | 3,5%                 | 32 ezer             | 2,1%                | [ 107 ] |
| 24.  | 2015. június 4.    | 87 ezer              | 2,2%                 | 41 ezer             | 2,7%                | [ 108 ] |

| Ep. | Dátum                | Teljes lakosság (4+) | Teljes lakosság (4+) | Célközönség (18–49) | Célközönség (18–49) | Ref.    |
| Ep. | Dátum                | AMR                  | SHR                  | AMR                 | SHR                 | Ref.    |
| --- | -------------------- | -------------------- | -------------------- | ------------------- | ------------------- | ------- |
| 1.  | 2015. szeptember 23. | 92 ezer              | 2,2%                 | 20 ezer             | 1,2%                | [ 109 ] |
| 2.  | 2015. szeptember 30. | 81 ezer              | 2%                   | 14 ezer             | 0,9%                | [ 110 ] |
| 3.  | 2015. október 7.     | 96 ezer              | 2,3%                 | 27 ezer             | 1,7%                | [ 111 ] |
| 4.  | 2015. október 14.    | 82 ezer              | 2%                   | 21 ezer             | 1,4%                | [ 112 ] |
| 5.  | 2015. október 21.    | 91 ezer              | 2,2%                 | 28 ezer             | 1,7%                | [ 113 ] |
| 6.  | 2015. október 28.    | 69 ezer              | 1,8%                 | 30 ezer             | 2,1%                | [ 114 ] |
| 7.  | 2015. november 4.    | 77 ezer              | 1,9%                 | 34 ezer             | 2,1%                | [ 115 ] |
| 8.  | 2015. november 11.   | 78 ezer              | 2%                   | 19 ezer             | 1,3%                | [ 116 ] |
| 9.  | 2015. november 18.   | 66 ezer              | 1,7%                 | 14 ezer             | 0,9%                | [ 117 ] |
| 10. | 2015. november 25.   | 87 ezer              | 2,2%                 | 34 ezer             | 2,1%                | [ 118 ] |
| 11. | 2015. december 2.    | 67 ezer              | 1,7%                 | 11 ezer             | 0,7%                | [ 119 ] |
| 12. | 2015. december 9.    | 65 ezer              | 1,7%                 | 18 ezer             | 1,2%                | [ 120 ] |
| 13. | 2016. január 6.      | 48 ezer              | 2,1%                 | 11 ezer             | 1,1%                | [ 121 ] |
| 14. | 2016. január 13.     | 41 ezer              | 1,7%                 | 8 ezer              | 0,7%                | [ 122 ] |
| 15. | 2016. január 20.     | 64 ezer              | 2,5%                 | 29 ezer             | 2,6%                | [ 123 ] |
| 16. | 2016. február 3.     | 53 ezer              | 2,2%                 | 17 ezer             | 1,6%                | [ 124 ] |

### Díjak és elismerések
A 2013-as Kamera Korrektúra díjátadón a harmadik évad nyolcadik epizódja, a Műkedvelő előadás a zsűri elnökének (Halász János, az Emberi Erőforrások Minisztériuma kultúráért felelős államtitkára) különdíját nyerte el.

## Házimozi-megjelenés
A sorozat első két évadja 2013. december 16-án jelent meg DVD-n, öt-öt lemezen.